# Manfred Ugalde
Manfred Alonso Ugalde Arce (Barva, Heredia, 25 de mayo de 2002) es un futbolista costarricense que juega como delantero centro en el F. C. Spartak de Moscú de la Liga Premier de Rusia.

## Trayectoria

### Inicios
Proveniente de Barva de Heredia, Manfred estudió en el Colegio Rodrigo Hernández, donde tuvo como profesor de educación física al exfutbolista Juan Carlos Arguedas, formando parte de la selección de la institución que quedó campeón en la provincia, esto por los Juegos Estudiantiles. Después de la final disputada en el Centro de Alto Rendimiento de Saprissa contra el Liceo de Belén, los visores del cuadro morado se interesaron en él para formarlo. Ugalde, de catorce años, pertenecía en ese momento a la categoría de prospectos del Herediano, pero el club posteriormente se desprendió de su ficha. El jugador fue reclutado en Saprissa por el exfutbolista Carlos Santana y destacó entre sus compañeros por sus movimientos y características hasta ser promovido al plantel principal.

### Deportivo Saprissa
Jugó su primer partido oficial con el equipo absoluto del Deportivo Saprissa el 13 de enero de 2019, en el que enfrentó como local a Limón. Ugalde recibió la confianza del entrenador Vladimir Quesada y realizó su ingreso al minuto 79’ por Randy Chirino. En su debut a los dieciséis años, con siete meses, pudo marcar un gol de cabeza en el epílogo del tiempo que salvó el empate de su club por 2-2. De esta manera se convirtió en el segundo jugador más joven en anotar con Saprissa, por detrás de Jorge Hernán Monge quien hizo su primer tanto con dieciséis años y catorce días en 1954. Durante el Torneo de Clausura, alcanzó siete apariciones y el 15 de mayo se conformó con el subcampeonato tras perder la final por goles fuera de casa contra San Carlos, donde su equipo fue dirigido por Walter Centeno.

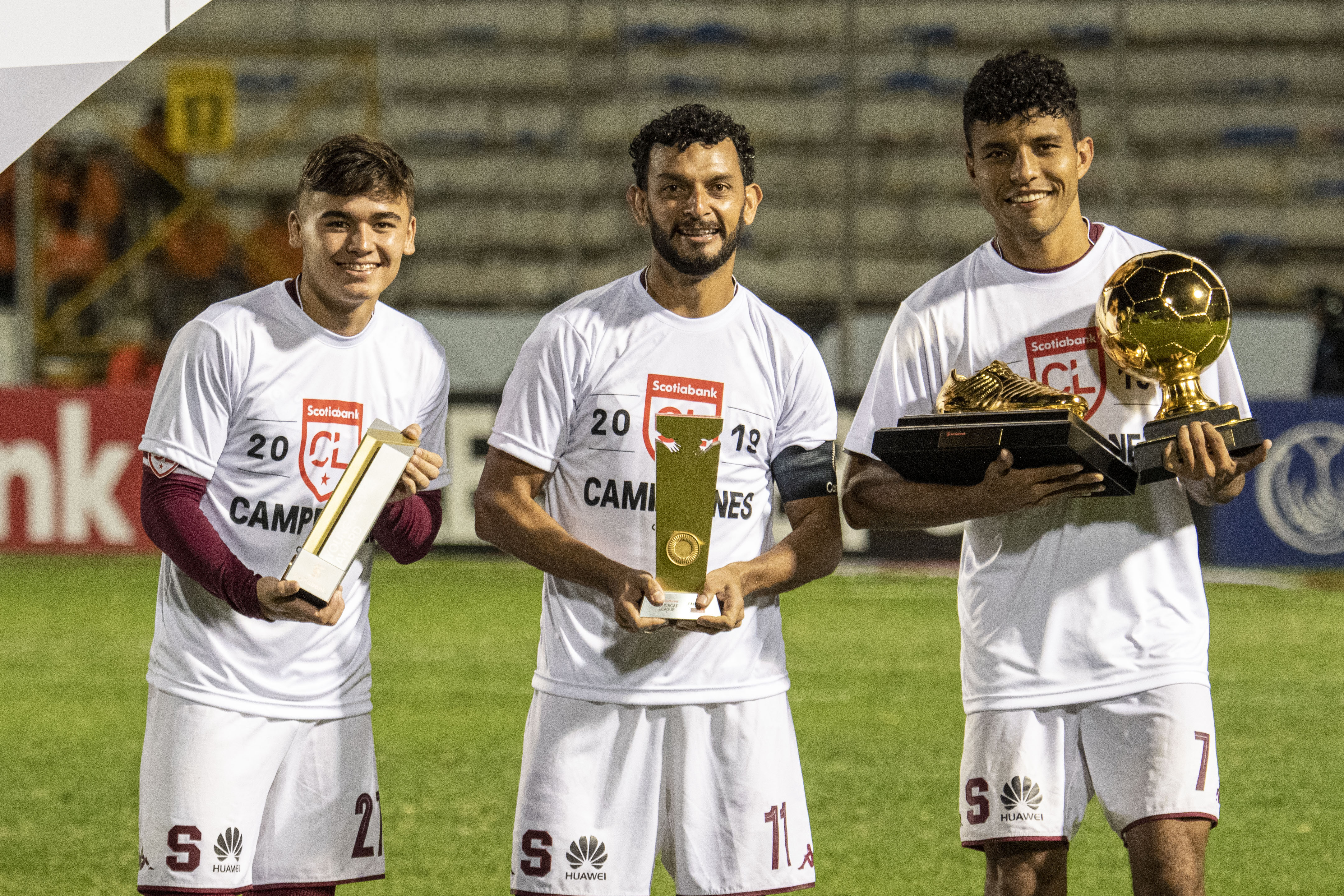
Manfred (izquierda) fue elegido como mejor jugador joven de la Liga Concacaf.

Su segunda competencia, el Torneo de Apertura 2019, la empieza perdiendo por la mínima 1-0 contra San Carlos, partido que fue titular en la totalidad de los minutos. El 24 de julio convierte sus primeros dos goles de la temporada sobre Pérez Zeledón, en la victoria por 3-0. El 31 de julio debuta en certamen continental de la Liga Concacaf por la ida de la ronda preliminar frente al Belmopan Bandits de Belice. En este juego marcó un doblete para el triunfo por 1-3 en condición de visita. Manfred estableció el récord de ser el futbolista más joven en anotar en la historia del torneo, superando con diecisiete años y tres meses al también costarricense Pablo Arboine, quien había marcado a los veinte años y cuatro meses. El 7 de agosto concretó de penal ante el conjunto beliceño que terminó por sentenciar la serie y el pase a la ronda eliminatoria. En la quinta jornada de liga, de clásico contra Alajuelense jugado en el Estadio Morera Soto, vendría la gran polémica de la temporada, pues, muerde al defensa del equipo local Júnior Díaz en una acción del partido en el minuto 87'. Dado que el hecho no fue percibido por el árbitro, el Tribunal Disciplinario de la Federación Costarricense de Fútbol, apoyado en el video de la televisora, decidió sancionar a Ugalde por dos compromisos ante Jicaral y el Cartaginés. Además, debió abonar una multa de ciento veinticinco mil colones. Regresó el 25 de agosto en el empate 1-1 contra Limón. En la siguiente fecha del 8 de septiembre, volvió a concretar un doblete, siendo esta vez sobre Grecia en el Estadio Nacional, juego que culminó en victoria por 0-6. A partir del 16 de septiembre, Manfred viajó al continente europeo para efectuar pasantías en los equipos del Benfica de Portugal y Atlético de Madrid de España. Entrenó por un periodo de quince días en las divisiones menores del club portugués y del Udinese de Italia, ya que el equipo español acordó aplazar su prueba cuando cumpliera la mayoría de edad. El 16 de octubre concretó un gol ante el Cartaginés, partido que terminaría a favor de los morados por 1-2. El 21 de octubre se destapó con el primer «hat-trick» o triplete de su carrera tras anotarle a Limón a los minutos 33′, 45″ y 51’. Sus tres goles le permitieron imponer la marca de ser el jugador más joven del cuadro saprissista que logra esa cantidad de anotaciones en los últimos treinta años. El 31 de octubre, en la semifinal de vuelta de Liga Concacaf contra el Olimpia de Honduras, consiguió el tanto que suponía el 1-0, siendo decisivo para que Saprissa remontase la serie con marcador de 4-1 luego de haber perdido la ida por dos goles de diferencia. En la decimoséptima fecha de liga, de reposición frente a Jicaral, Ugalde fue autor en uno de los tantos al minuto 80’ para la victoria por 2-5. El 26 de noviembre se proclama campeón del torneo continental tras vencer en la final al Motagua de Honduras. En la entrega de los premios individuales, Ugalde fue galardonado con la distinción de mejor jugador joven. Terminó su participación en el certamen nacional el 1 de diciembre, con la caída de su equipo en semifinales ante el Herediano. Obtuvo dieciocho apariciones con nueve tantos y puso tres asistencias.

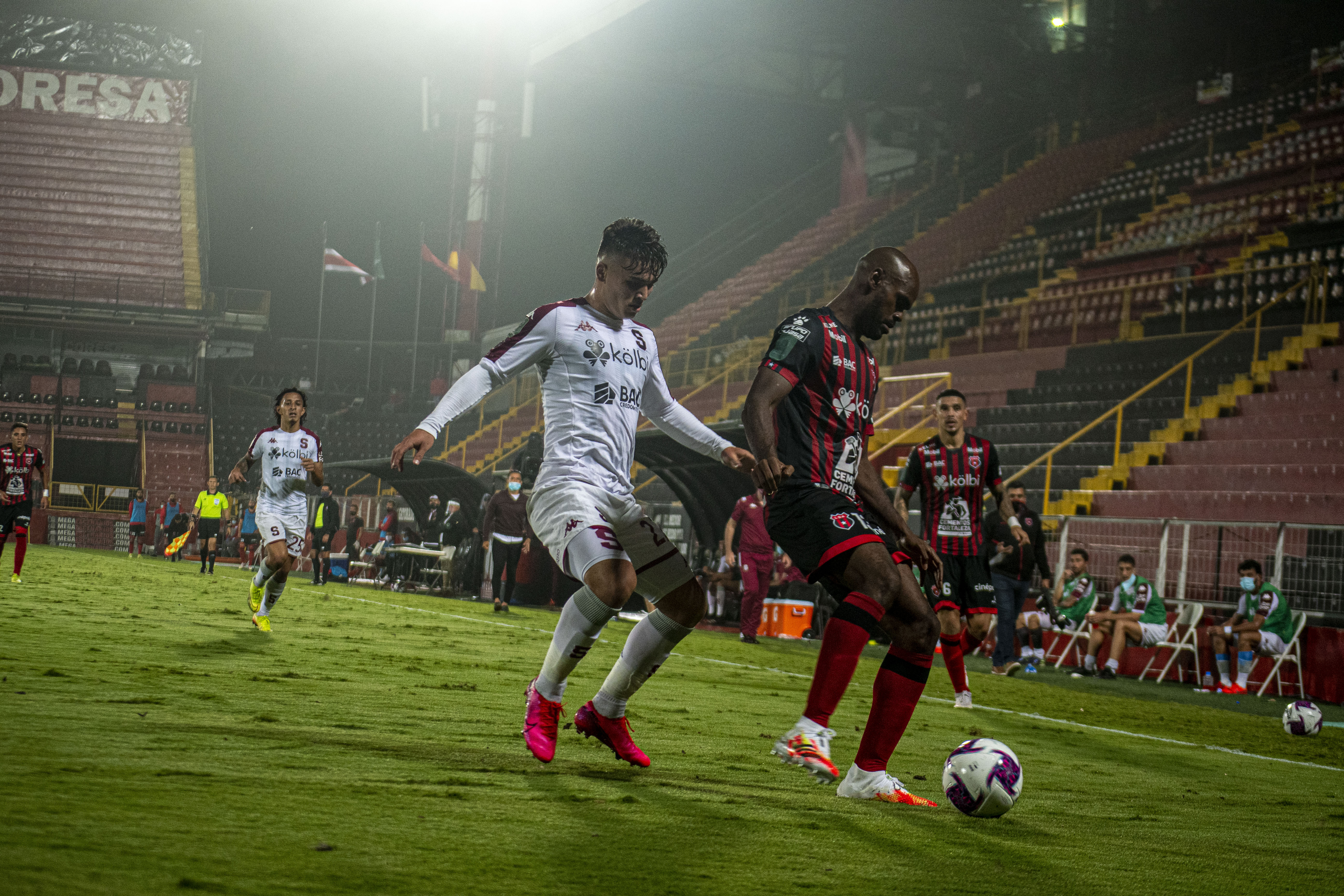
Manfred Ugalde peleando por el balón con Adolfo Machado.

Juega la primera jornada del Torneo de Clausura 2020 el 11 de enero, donde fue titular frente a San Carlos por 80 minutos y salió de cambio por Jean Carlo Agüero en la victoria de visita 0-1. En la tercera fecha concretó un gol sobre el Cartaginés al minuto 56', que ponía el empate transitorio de 1-1. Su club ganó el juego por 1-2. El 26 de enero consiguió su segunda anotación del torneo frente al Herediano en condición de visita. El 9 de febrero, en el clásico contra Alajuelense en el Estadio Ricardo Saprissa, visores del PSV Eindhoven, Beşiktaş y un club de Inglaterra llegaron a observar las cualidades del jugador. Sin embargo, la visoría fue opacada luego de salir expulsado al minuto 8' por dar un balonazo al rival Alexander López. Posteriormente, recibió una sanción de cuatro partidos y una multa de doscientos cincuenta mil colones. Durante el periodo suspendido, aprovechó para viajar a Bélgica y realizó una pasantía en el Club Brujas. El 3 de junio se reencontró con el gol tras anotarle a Jicaral. El 29 de junio alcanzó su primer título nacional con Saprissa, luego de superar la serie final del campeonato sobre Alajuelense. El jugador obtuvo diecisiete apariciones, colaboró con tres tantos y puso dos asistencias. El 6 de julio se confirmó su venta al City Football Group, entidad que tiene vínculo con equipos en diferentes partes del mundo. El monto de la transferencia sería de alrededor un millón de dólares.

### Lommel S. K.
El 14 de julio de 2020, se oficializa su incorporación al Lommel de Bélgica.
Hizo su debut en la Segunda División belga el 24 de agosto de 2020, por el inicio del torneo de liga contra el Seraing en el Soevereinstadion. Ugalde, con la dorsal «15», entró de cambio por Anass Zaroury y disputó los últimos veintiún minutos de la derrota por 3-5. Convirtió su primer gol de la campaña el 30 de agosto sobre el Club NXT, para salvar el empate de 2-2 al minuto 84’. El 11 de septiembre anotó el tanto para el empate transitorio 1-1 ante el Lierse, donde su equipo terminó triunfando por 3-2. Siguió su buen momento goleador el 27 de septiembre, al marcarle al Deinze en la derrota de local por 1-2. Para la novena y décima jornada, Manfred le anotó nuevamente al Lierse y Club NXT, de forma respectiva y presentándose resultados favorables para su equipo por 3-1. El 29 de noviembre hizo su primer doblete a los minutos 50’ y 70’ para la victoria por goleada 4-0 ante el Molenbeek. El 24 de enero de 2021 consiguió otro gol sobre el conjunto de Molenbeek. El 29 de enero materializó tres anotaciones de cabeza contra el Deinze. Terminó la temporada con veintidós apariciones, alcanzó once goles y colocó tres asistencias. Su equipo quedó de tercero en la tabla y no pudo alcanzar puestos de ascenso.

### F. C. Twente
El 25 de junio de 2021, el F. C. Twente de los Países Bajos anunció de forma oficial el fichaje de Ugalde, quien llegó al club en condición de préstamo. El 14 de agosto de 2021 jugó su primer partido oficial contra el Fortuna Sittard de la liga Eredivisie, perdiendo 2-1, Manfred Ugalde jugó 7 minutos. El 1 de octubre de 2021 realizó su primera anotación con el F. C. Twente contra el F. C. Groningen al minuto 74’ dando por finalizado el empate 1-1.
El 15 de diciembre del 2021, ingresó desde el banco de suplencia para disputar un partido de la Copa de los Países Bajos, entró de cambio desde el minuto 61’ mientras el marcador estaba 1-1, al completar los 90’ minutos oficiales del partido se jugó la prórroga, Manfred anotó el segundo gol para su equipo al minuto 114’ dándole la victoria 2-1 avanzando a la tercera fase de la Copa de los Países Bajos. Finalizando su participación de la copa nacional en la tercera fase contra el AZ Alkmaar por la derrota 1-2.
El 25 de agosto de 2022, Ugalde debutó en los play-offs de la Liga Europa Conferencia de la UEFA, ingresando al terreno de juego al minuto 81 contra ACF Fiorentina, el partido finalizó 0-0, mientras en el marcador global, el ACF Fiorentina eliminaba al F. C. Twente con el marcador 1-2.
El 6 de julio de 2023, el F. C. Twente le compró la ficha a la organización City Football Group por €5 millones, Ugalde firmó un contrato hasta 2027.

### F. C. Spartak de Moscú
El 29 de enero de 2024, se oficializó su fichaje al F. C. Spartak de Moscú, considerado como la venta más cara del F. C. Twente por un valor de €15 millones con un contrato con el equipo ruso hasta 2028. Después de una exitosa pretemporada en la que contribuyó 2 goles y 2 asistencias de la obtención de un título amistoso internacional con el cuadro ruso, el 2 de marzo debutó en la Liga Premier de Rusia contra el Zenit de San Petersburgo, Ugalde disputó la totalidad de minutos en el empate 0-0. El 3 de abril, marcó su primera anotación por medio de la Copa de Rusia contra el Zenit de San Petersburgo, ocurrido al minuto 12, el partido finalizó por la derrota 1-2.
El 23 de noviembre de 2024, disputó el partido contra el F. C. Lokomotiv Moscú, anotandóle un póker (4 goles) y una asistencia por la victoria 5-2, Ugalde rompió el récord de su marca personal en anotar 4 goles en un partido, como también en convertirse en el primer futbolista del Spartak de Moscú en anotar 4 goles en el Otkrytie Arena de manera histórica.
El 24 de mayo de 2025, Ugalde se enfrentó contra el FK Jimki, disputando 79 minutos, realizando una anotación al minuto 36 en la victoria 5-0, Manfred se convirtió en el máximo goleador de la Liga Premier de Rusia 2024-25 con 17 anotaciones, pese  que Ugalde tuvo una sequía de goles durante 2 meses, Ugalde además se convirtió históricamente como el primer costarricense en obtener el galardón goleador.

## Selección nacional

### Categorías inferiores
El 23 de abril de 2019, Ugalde fue convocado a la Selección Sub-17 de Costa Rica del técnico Cristian Salomón, para disputar el Campeonato de la Concacaf de la categoría. En los tres partidos de la fase de grupos, Manfred fue protagonista de marcar un gol en cada uno de ellos, sobre los rivales de Panamá (2-2), Curazao (0-3) y Surinam (0-6). El 9 de mayo su selección venció a Nicaragua por 2-1 en los octavos de final, pero tres días después cayó en penales frente a Canadá, por lo que se quedó sin la oportunidad de asistir al Mundial de Brasil de ese año.
El 10 de marzo de 2021, Ugalde fue incluido en la lista final del entrenador Douglas Sequeira, para enfrentar el Preolímpico de Concacaf con la Selección Sub-23 de Costa Rica. Debutó el 18 de marzo como titular frente a Estados Unidos en el Estadio Jalisco, encuentro donde se dio la derrota por 1-0. Tres días después jugó los últimos diecisiete minutos de la pérdida ante México (3-0). Este resultado dejó fuera a la selección costarricense de optar por un boleto a los Juegos Olímpicos de Tokio. El 24 de marzo concretó su primer gol del torneo para el triunfo de trámite por 5-0 sobre República Dominicana.

#### Participaciones internacionales
| Competición                           | Sede     | Resultado        | Partidos | Goles |
| ------------------------------------- | -------- | ---------------- | -------- | ----- |
| Campeonato Sub-17 de la Concacaf 2019 | Honduras | Cuartos de final | 5        | 3     |
| Preolímpico de Concacaf de 2020       | México   | Fase de grupos   | 3        | 1     |

### Selección absoluta
El 23 de enero de 2020, entró por primera vez en la nómina de la Selección de Costa Rica, dirigida por Ronald González, con el motivo de efectuar un fogueo en fecha no FIFA. El 1 de febrero se dio el juego frente a Estados Unidos (derrota 1-0) en el Dignity Health Sports Park. Ugalde hizo su debut internacional tras ingresar de cambio al minuto 77’ por Marco Ureña, utilizando la dorsal «9». Su debut a los diecisiete años y ocho meses significó el segundo más joven en la historia de la selección, donde sobrepasó el de Rónald Gómez y Rolando Fonseca, pero siendo superado por el de Jorge Hernán Monge quien había iniciado a los diecisiete años con cuatro meses.
El 26 de agosto de 2021, Ugalde fue llamado por Luis Fernando Suárez para comenzar la eliminatoria de Concacaf hacia la Copa del Mundo. El 2 de septiembre de 2021 debutó en la Clasificación para la Copa Mundial de 2022 contra Panamá, alineado como titular con el dorsal 9, disputó 61 minutos en el empate 0-0. El 28 de septiembre de 2021, Ugalde manifestó una publicación en sus redes sociales, su renuncia a la selección de Costa Rica, debido a las declaraciones del técnico Luis Fernando Suárez en conferencia de prensa, manifestando al no haber convocado a Manfred al partido eliminatorio contra Jamaica.
Tras el despido de Luis Fernando Suárez el 20 de julio de 2023, Ugalde confirmó en redes sociales su regreso a la selección de Costa Rica el 20 de agosto.
El 30 de agosto de 2023, fue convocado por el director técnico Claudio Vivas en una gira hacia Europa contra los encuentros amistosos ante Arabia Saudita y Emiratos Árabes Unidos. El 8 de septiembre, Ugalde se enfrentó a Arabia Saudita, marcado su primera anotación con la tricolor al minuto 32 en la disputa por 82 minutos, el regreso a la selección nacional finalizó con la victoria 1-3. Cuatro días después, Ugalde se enfrentó a Emiratos Árabes Unidos, en el que disputó 58 minutos por la derrota 1-4.
El 10 de noviembre de 2023, fue convocado por el director técnico Gustavo Alfaro para disputar la Liga de Naciones de la Concacaf 2023-24 por los cuartos de final contra Panamá. Ugalde disputó los juegos de ida y vuelta contra Panamá, siendo una derrota en el marcador global 6-1, resultado de la eliminación de la competición.
El 15 de marzo de 2024, se oficializó su convocatoria para el partido del Repechaje de la Copa América 2024 contra Honduras y el amistoso contra Argentina. El 23 de marzo, se enfrentó contra Honduras, realizando una asistencia al minuto 56, el encuentro finalizó por la victoria 3-1, logrando obtener el boleto a la Copa América 2024. Tres días después, Ugalde se enfrentó contra Argentina, abriendo el marcador al minuto 34, el encuentro finalizó por la derrota 3-1.
El 1 de junio de 2024, se oficializó su convocatoria para la clasificación al mundial 2026 para los partidos contra San Cristóbal y Nieves y Granada. El 6 de junio se enfrentó a San Cristóbal y Nieves, disputó 81 minutos y colocó una asistencia al minuto 49 por la victoria 4-0. Tres días después se enfrentó a Granada, realizando una anotación al minuto 9 y realizando doble asistencia en las demás anotaciones, el encuentro finalizó por la victoria 0-3.
El 11 de junio de 2024, se oficializó su convocatoria de los 26 jugadores para la competición de la Copa América 2024. El 25 de junio, debutó contra Brasil, y disputó 64 minutos en el empate 0-0. El 28 de junio, se enfrentó a Colombia, disputando la primera parte del encuentro por la derrota 3-0. Debido a la suspensión de la acumulación de amarillas en los partidos contra Brasil y Colombia, Ugalde no fue convocado para el partido contra Paraguay en la victoria 2-1, errando la competición de la Copa América 2024 en la tercera posición de la fase de grupos.
El 28 de agosto de 2024, se oficializó su convocatoria para la Liga de Naciones de la Concacaf 2024-25 contra Guadalupe y Guatemala. El 5 de septiembre, se enfrentó contra Guadalupe, dándose su ingreso desde el minuto 63 por la victoria 3-0. El 9 de septiembre, se enfrentó contra Guatemala disputando 73 minutos en el empate 0-0.

#### Participaciones internacionales
| Competición                             | Sede                    | Resultado        | Partidos | Goles |
| --------------------------------------- | ----------------------- | ---------------- | -------- | ----- |
| Liga de Naciones de la Concacaf 2023-24 | Concacaf                | Cuartos de final | 3        | 0     |
| Copa América 2024                       | Estados Unidos          | Fase de grupos   | 2        | 0     |
| Liga de Naciones de la Concacaf 2024-25 | Concacaf                | Cuartos de final | 6        | 0     |
| Copa de Oro de la Concacaf 2025         | Estados Unidos · Canadá | Cuartos de final | 3        | 2     |

#### Participaciones en eliminatorias
| Eliminatoria               | Sede                             | Resultado   | Partidos | Goles |
| -------------------------- | -------------------------------- | ----------- | -------- | ----- |
| Clasificación Mundial 2022 | Catar                            | Clasificado | 1        | 0     |
| Clasificación Mundial 2026 | Estados Unidos · México · Canadá | Por definir | 3        | 1     |

## Estadísticas

### Clubes
Actualizado al último partido jugado el 16 de agosto de 2025.
| Club                            | Div.          | Temporada     | Liga  | Liga  | Liga   | Copas nacionales | Copas nacionales | Copas nacionales | Copas internacionales | Copas internacionales | Copas internacionales | Total | Total | Total  |
| Club                            | Div.          | Temporada     | Part. | Goles | Asist. | Part.            | Goles            | Asist.           | Part.                 | Goles                 | Asist.                | Part. | Goles | Asist. |
| ------------------------------- | ------------- | ------------- | ----- | ----- | ------ | ---------------- | ---------------- | ---------------- | --------------------- | --------------------- | --------------------- | ----- | ----- | ------ |
| Deportivo Saprissa · Costa Rica |               |               |       |       |        |                  |                  |                  |                       |                       |                       |       |       |        |
| 1.ª                             | 2018-19       | 7             | 1     | 0     | —      | —                | —                | —                | —                     | —                     | 7                     | 1     | 0     |        |
| 1.ª                             | 2019-20       | 35            | 12    | 10    | —      | —                | —                | 10               | 4                     | 0                     | 45                    | 16    | 10    |        |
| Total club                      | Total club    | 42            | 13    | 10    | 0      | 0                | 0                | 10               | 4                     | 0                     | 52                    | 17    | 10    |        |
| Lommel S. K. · Bélgica          |               |               |       |       |        |                  |                  |                  |                       |                       |                       |       |       |        |
| 2.ª                             | 2020-21       | 22            | 11    | 3     | 1      | 0                | 1                | —                | —                     | —                     | 23                    | 11    | 4     |        |
| Total club                      | Total club    | 22            | 11    | 3     | 1      | 0                | 1                | 0                | 0                     | 0                     | 23                    | 11    | 4     |        |
| F. C. Twente · Países Bajos     |               |               |       |       |        |                  |                  |                  |                       |                       |                       |       |       |        |
| 1.ª                             | 2021-22       | 25            | 3     | 2     | 3      | 1                | 1                | —                | —                     | —                     | 28                    | 4     | 3     |        |
| 1.ª                             | 2022-23       | 28            | 9     | 3     | 2      | 0                | 1                | 1                | 0                     | 0                     | 31                    | 9     | 4     |        |
| 1.ª                             | 2023-24       | 18            | 7     | 6     | 1      | 1                | 0                | 6                | 1                     | 1                     | 25                    | 9     | 7     |        |
| Total club                      | Total club    | 71            | 19    | 11    | 6      | 2                | 2                | 7                | 1                     | 1                     | 84                    | 22    | 14    |        |
| F. C. Spartak de Moscú · Rusia  |               |               |       |       |        |                  |                  |                  |                       |                       |                       |       |       |        |
| 1.ª                             | 2023-24       | 12            | 0     | 0     | 4      | 1                | 0                | —                | —                     | —                     | 16                    | 1     | 0     |        |
| 1.ª                             | 2024-25       | 29            | 17    | 5     | 7      | 1                | 0                | —                | —                     | —                     | 36                    | 18    | 5     |        |
| 1.ª                             | 2025-26       | 5             | 0     | 0     | 1      | 0                | 0                | —                | —                     | —                     | 6                     | 0     | 0     |        |
| Total club                      | Total club    | 46            | 17    | 5     | 12     | 2                | 0                | 0                | 0                     | 0                     | 58                    | 19    | 5     |        |
| Total carrera                   | Total carrera | Total carrera | 181   | 60    | 29     | 19               | 4                | 3                | 17                    | 5                     | 1                     | 217   | 69    | 33     |
| 1. 2. Fuente:Transfermarkt      |               |               |       |       |        |                  |                  |                  |                       |                       |                       |       |       |        |

### Selección de Costa Rica
Actualizado al último partido jugado el 29 de junio de 2025.
| Selección                                         | Año | Eliminatorias | Eliminatorias | Eliminatorias | Continental | Continental | Continental | Mundial | Mundial | Mundial | Amistosos | Amistosos | Amistosos | Total | Total | Total  |
| Selección                                         | Año | Part.         | Goles         | Asist.        | Part.       | Goles       | Asist.      | Part.   | Goles   | Asist.  | Part.     | Goles     | Asist.    | Part. | Goles | Asist. |
| ------------------------------------------------- | --- | ------------- | ------------- | ------------- | ----------- | ----------- | ----------- | ------- | ------- | ------- | --------- | --------- | --------- | ----- | ----- | ------ |
| Absoluta · Costa Rica                             |     |               |               |               |             |             |             |         |         |         |           |           |           |       |       |        |
| 2020                                              | —   | —             | —             | —             | —           | —           | —           | —       | —       | 1       | 0         | 0         | 1         | 0     | 0     |        |
| 2021                                              | 1   | 0             | 0             | —             | —           | —           | —           | —       | —       | —       | —         | —         | 1         | 0     | 0     |        |
| 2023                                              | —   | —             | —             | 2             | 0           | 0           | —           | —       | —       | 2       | 1         | 0         | 4         | 1     | 0     |        |
| 2024                                              | 2   | 1             | 3             | 9             | 0           | 3           | —           | —       | —       | 1       | 1         | 0         | 12        | 2     | 6     |        |
| 2025                                              | 2   | 1             | 1             | 5             | 6           | 1           | —           | —       | —       | 0       | 0         | 0         | 7         | 7     | 2     |        |
| Total                                             | 5   | 2             | 4             | 16            | 6           | 4           | 0           | 0       | 0       | 4       | 2         | 0         | 25        | 10    | 8     |        |
| 1. Fuente:Transfermarkt / National Football Teams |     |               |               |               |             |             |             |         |         |         |           |           |           |       |       |        |

#### Goles internacionales
| N.  | Fecha                   | Sede                                       | Rival                | Gol | Resultado | Competición                                   |
| --- | ----------------------- | ------------------------------------------ | -------------------- | --- | --------- | --------------------------------------------- |
| 1.  | 8 de septiembre de 2023 | St James' Park, Newcastle                  | Arabia Saudita       | 0–2 | 1–3       | Amistoso                                      |
| 2.  | 26 de marzo de 2024     | Los Angeles Memorial Coliseum, Los Ángeles | Argentina            | 0–1 | 3–1       | Amistoso                                      |
| 3.  | 9 de junio de 2024      | Estadio Nacional, Saint George             | Granada              | 0–1 | 0–3       | Clasificación Mundial 2026                    |
| 4.  | 21 de marzo de 2025     | FFB Field, Belmopán                        | Belice               | 0–1 | 0-7       | Clasificación Copa de Oro de la Concacaf 2025 |
| 5.  | 21 de marzo de 2025     | FFB Field, Belmopán                        | Belice               | 0–2 | 0-7       | Clasificación Copa de Oro de la Concacaf 2025 |
| 6.  | 25 de marzo de 2025     | Estadio Nacional, San José                 | Belice               | 4–0 | 6-1       | Clasificación Copa de Oro de la Concacaf 2025 |
| 7.  | 7 de junio de 2025      | Wildey Turf, Wildey                        | Bahamas              | 0–5 | 0-8       | Clasificación Mundial 2026                    |
| 8.  | 15 de junio de 2025     | Snapdragon Stadium, San Diego              | Surinam              | 2–0 | 4-3       | Copa de Oro de la Concacaf 2025               |
| 9.  | 15 de junio de 2025     | Snapdragon Stadium, San Diego              | Surinam              | 4–3 | 4-3       | Copa de Oro de la Concacaf 2025               |
| 10. | 18 de junio de 2025     | AT&T Stadium, Arlington                    | República Dominicana | 1–1 | 2-1       | Copa de Oro de la Concacaf 2025               |

## Palmarés

### Títulos nacionales
| Título                         | Club               | País       | Año  |
| ------------------------------ | ------------------ | ---------- | ---- |
| Primera División de Costa Rica | Deportivo Saprissa | Costa Rica | 2020 |

### Títulos internacionales
| Título        | Club               | Sede        | Año  |
| ------------- | ------------------ | ----------- | ---- |
| Liga Concacaf | Deportivo Saprissa | Tegucigalpa | 2019 |

### Distinciones individuales
| Distinción                                                                         | Año  |
| ---------------------------------------------------------------------------------- | ---- |
| Mejor jugador joven de la Liga Concacaf                                            | 2019 |
| Incluido en el once ideal de la Liga Concacaf 2019                                 | 2019 |
| Mejor jugador Sub-20 de la Primera División de Costa Rica del Torneo Apertura 2019 | 2020 |
| Máximo goleador de la Liga Premier de Rusia 2024-25 (17 goles)                     | 2025 |

## Vida privada
El 25 de diciembre de 2020, a sus 18 años, Ugalde le regaló una casa a su mamá en Costa Rica, mientras jugaba en el Lommel S. K.